# Lars Olsvig
Lars Olsvig (* 8. Juni 1951 in Qasigiannguit) ist ein grönländischer Lehrer, Fußballspieler und -trainer.

## Leben
Lars Olsvig ist der Sohn von Marie Olsvig. Am 14. September 1985 heiratete er die dänische Oberlehrerin Anne Mette Karlsson (* 1955). Sie sind die Eltern der Politikerin Sara Olsvig (* 1978).
Lars Olsvig besuchte ab 1966 die Realschule in Nuuk und anschließend bis 1974 Grønlands Seminarium. Danach arbeitete er ein Jahr lang als Lehrer in Dänemark und dann von 1975 bis 1977 in Nuuk. Nach einem einjährigen Fortbildungsaufenthalt an der Dänischen Lehrerhochschule wurde er 1978 Lehrer in seiner Heimatstadt Qasigiannguit. Nebenher war er von 1980 bis 1984 Freizeitinspektor. 1985 wurde er Hallenleiter der Sporthalle in Aasiaat. 1987 wurde er zum Leiter der Knud Rasmussenip Højskolia in Sisimiut ernannt. Als solcher war er Experte für menschliche Ressourcen in der grönländischen Selvstyrekommission von 1999 bis 2003.
Lars Olsvig war von 1983 bis 1985 Mitglied des Aufsichtsrats des Qasigiannguit-Museums, 1987 im Sisimiut-Museum und ab 1983 auch Mitglied im grönländischen Museumsrat.
In den 1970er Jahren gewann er fünfmal die Grönländische Fußballmeisterschaft, viermal mit GSS Nuuk (1972, 1973, 1975, 1976) und einmal mit CIF-70 Qasigiannguit (1979). Zeitweise spielte er auch in Dänemark für den Herfølge BK. Später war er in Grönland als Trainer tätig, zuletzt 1995 für SAK Sisimiut. Von 1996 bis 1997 war er Trainer der Grönländischen Fußballnationalmannschaft. 2021 wurde er von der Kommune Qeqertalik zum Trainer des Jahres für seinen Einsatz für das Bogenschießen in Grönland ernannt.